# Ophichthus marginatus
Ophichthus marginatus is een straalvinnige vissensoort uit de familie van slangalen (Ophichthidae). De wetenschappelijke naam van de soort is voor het eerst geldig gepubliceerd in 1855 door Wilhelm Peters.